# Mistrovství České republiky v cyklokrosu 2023
Mistrovství České republiky v cyklokrosu 2023 se uskutečnilo 15. ledna 2023 v Mladé Boleslavi nedaleko lesoparku Štěpánka. Rovinatý závodní okruh, rozdělený říčkou Klenicí na dvě poloviny, měřil 2760 metrů. Nově se v tomto termínu krom elitních kategorii bojovat i o juniorské tituly.

## Přehled muži
| Poř.             | Jméno          | Čas           |
| ---------------- | -------------- | ------------- |
| Zlatá medaile    | Michael Boroš  | 1:03:33.7 h   |
| Stříbrná medaile | Matyáš Kopecký | + 00:57.7 min |
| Bronzová medaile | Jakub Říman    | + 01:48.4 min |
| 4                | Jan Zatloukal  | + 03:12.9 min |
| 5                | Adam Ťoupalík  | + 04:03.7 min |
| 6                | Matyáš Fiala   | + 04:30.4 min |

## Přehled ženy
| Poř.             | Jméno              | Čas           |
| ---------------- | ------------------ | ------------- |
| Zlatá medaile    | Kristýna Zemanová  | 42:04.6 min   |
| Stříbrná medaile | Julia Kopecky      | + 00:52.4 min |
| Bronzová medaile | Nikola Bajgerová   | + 02:10.2 min |
| 4                | Kateřina Hladíková | + 02:28.7 min |
| 5                | Pavla Havlíková    | + 02:35.2 min |
| 6                | Karla Štěpánová    | + 02:47.9 min |

## Přehled junioři
Titul obhajoval František Hojka, ale hlavním favoritem byl Václav Ježek, který vyhrál osm závodů domácího poháru z devíti. Závod se jel na pět okruhů a odstartovalo do něj 27 závodníků. Ve druhém kole upadl na první pozici jedoucí Ježek a do čela se dostal Jakub Kuba, který vedení uhájil až do cíle.
| Poř.             | Jméno           | Čas           |
| ---------------- | --------------- | ------------- |
| Zlatá medaile    | Jakub Kuba      | 44:25.0 min   |
| Stříbrná medaile | Václav Ježek    | + 00:39.2 min |
| Bronzová medaile | Ondřej Novotný  | + 00:45.9 min |
| 4                | František Hojka | + 01:00.4 min |
| 5                | Pavel Šumpík    | + 01:17.7 min |
| 6                | David Friedel   | + 01:30.9 min |

## Přehled juniorky
| Poř.             | Jméno              | Čas           |
| ---------------- | ------------------ | ------------- |
| Zlatá medaile    | Eliška Hanáková    | 33:02.7 min   |
| Stříbrná medaile | Vanda Dlasková     | + 01:17.4 min |
| Bronzová medaile | Karla Nováková     | + 03:12.9 min |
| 4                | Kateřina Douděrová | + 04:22.4 min |
| 5                | Tereza Cibulková   | + 08:05.2 min |
| 6                | Hana Jurová        | + 08:08.2 min |